# 藤本欣也
藤本 欣也（ふじもと きんや、1963年〈昭和38年〉11月 - ）は、日本のジャーナリスト。産経新聞の副編集長。
2019年（令和元年）から「習近平政権による『中国化』政策の中で民主化を求めて苦闘する香港」を取材。「迫力のあるルポルタージュを生み出した」として2020年度の「ボーン・上田記念国際記者賞」を受賞した。

## 略歴・人物
大阪府生まれ、早稲田大学第一文学部卒業。韓国の延世大学に語学留学。1990年（平成2年）産業経済新聞社に入社。1998年から香港支局長、2001年からベルギーのブリュッセル支局長。産経新聞東京本社外信部を経て2004年からシンガポール支局長。その後、韓国のソウル支局長や中華人民共和国の中国総局長を経て2019年（令和元年）10月から東京本社副編集長。
2019年10月から長期1年間かけた香港での取材で2020年度の「ボーン・上田記念国際記者賞」を受賞した。理由として、「習近平政権による『中国化』政策の中で民主化を求めて苦闘する香港を取材、迫力のあるルポルタージュを生み出した」と高く評価されたほか、2020年6月末には、中国による中華人民共和国香港特別行政区国家安全維持法（香港国家安全維持法）施行が、それまで香港の自治を保障してきた「一国二制度」の死を意味するとして、『香港は死んだ』と題して記事を執筆。この記事が香港メディアでも取り上げられるなど大きな反響を呼んだ。また香港国家安全維持法で逮捕された香港の日刊新聞「蘋果日報」（リンゴ日報）の創業者の黎智英をはじめ、国家安全法の施行が近づくにつれて口が堅くなった人たちを粘り強く取材した。

## 著書
- 『インドの正体　好調な発展に潜む危険』（産経新聞出版、2006年11月）